# Hopkins (Minnesota)
Hopkins és una població dels Estats Units a l'estat de Minnesota. Segons el cens del 2000 tenia 17.145 habitants.

## Demografia
Segons el cens del 2000, Hopkins tenia 17.145 habitants, 8.224 habitatges, i 3.741 famílies. La densitat de població era de 1.622,5 habitants per km².
Dels 8.224 habitatges en un 22,7% hi vivien nens de menys de 18 anys, en un 31,4% hi vivien parelles casades, en un 10,5% dones solteres, i en un 54,5% no eren unitats familiars. En el 42,9% dels habitatges hi vivien persones soles el 12,1% de les quals corresponia a persones de 65 anys o més que vivien soles. El nombre mitjà de persones vivint en cada habitatge era de 2,03 i el nombre mitjà de persones que vivien en cada família era de 2,85.
Per edats la població es repartia de la següent manera: un 19,6% tenia menys de 18 anys, un 10,7% entre 18 i 24, un 37,2% entre 25 i 44, un 18% de 45 a 60 i un 14,5% 65 anys o més.
L'edat mediana era de 34 anys. Per cada 100 dones de 18 o més anys hi havia 87,5 homes.
La renda mediana per habitatge era de 39.203 $ i la renda mediana per família de 50.359 $. Els homes tenien una renda mediana de 37.541 $ mentre que les dones 30.687 $. La renda per capita de la població era de 26.759 $. Entorn del 8,1% de les famílies i el 9,3% de la població estaven per davall del llindar de pobresa.

## Poblacions més properes
El següent diagrama mostra les poblacions més properes.